# Euphorbia pubiglans
Euphorbia pubiglans är en törelväxtart som beskrevs av Nicholas Edward Brown. Euphorbia pubiglans ingår i släktet törlar, och familjen törelväxter. Inga underarter finns listade i Catalogue of Life.